# Artamus fuscus
L'artamo cenerino o rondine boschereccia cenerina (Artamus fuscus Vieillot, 1817) è un uccello passeriforme della famiglia Artamidae.

## Etimologia
Il nome scientifico della specie, fuscus, deriva dal latino e significa "di colore scuro": il nome comune di questi uccelli è anch'esso un riferimento alla livrea, pur non essendo una traduzione di quello scientifico poiché col nome di "artamo fosco" si indica generalmente un'altra specie.

## Descrizione

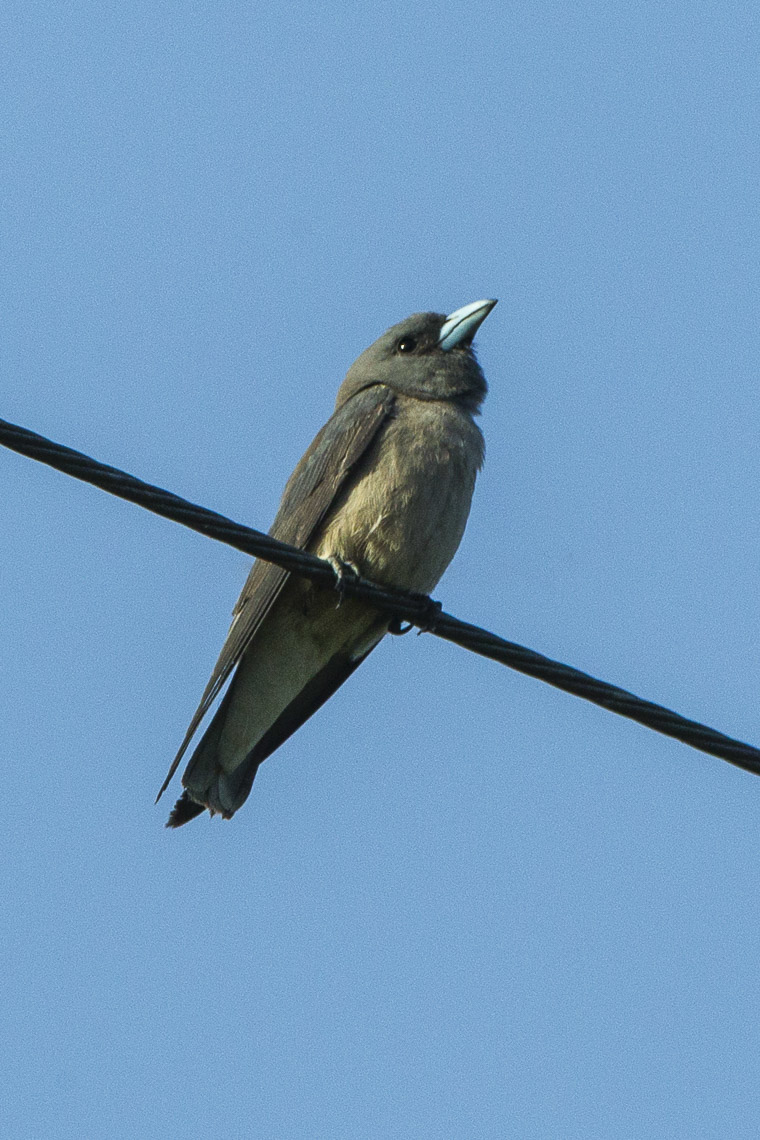
Esemplare appollaiato in Thailandia.

### Dimensioni
Misura 16–19 cm di lunghezza, per 27-42 g di peso.

### Aspetto
Si tratta di uccelli dall'aspetto robusto, muniti di testa appiattita, corto becco conico, lunghe ali appuntite dalla base molto larga e corta coda squadrata, nonché di zampe piuttosto corte.
Il piumaggio, come intuibile sia dal nome comune che dal nome scientifico, è piuttosto dimesso: la testa ed il dorso sono di color grigio cenere, che si scurisce divenendo grigio-bluastro su ali e coda, mentre petto, ventre e sottocoda sono di colore più chiaro e tendente al biancastro. Il piumaggio può presentare sfumature più o meno marcate di color beige, sabbia o cannella: in tutte le popolazioni il piumaggio si scurisce inoltre nell'area fra il becco e gli occhi, andando a creare una caratteristica mascherina.

Il dimorfismo sessuale è trascurabile: tradizionalmente si ritiene che i due sessi presentino una differente colorazione dell'interno del becco.
Le zampe sono di colore grigio-nerastro, gli occhi sono di colore bruno scuro ed il becco è grigio-bluastro.

## Biologia

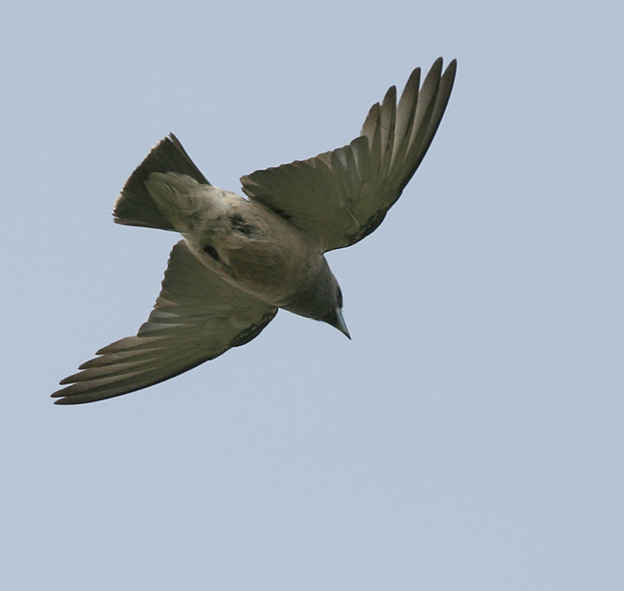
Esemplare fa lo Spirito Santo su Hyderabad.

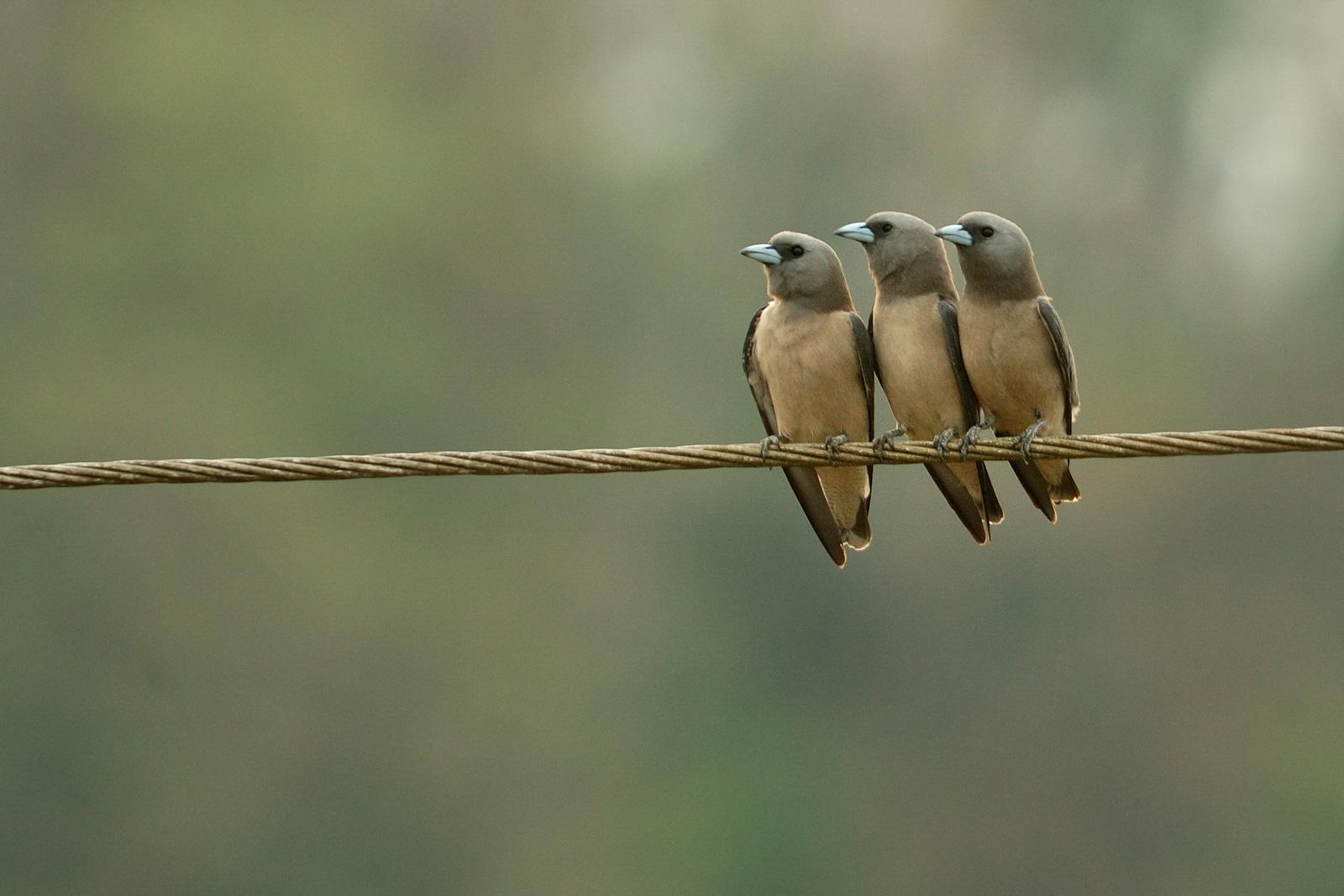
Gruppo in natura.

Si tratta di uccelli essenzialmente diurni: la loro giornata viene trascorsa in massima parte nella canopia appollaiati su un punto alto in evidenza, dal quale essi possono osservare agevolmente i dintorni, in modo tale da poter individuare prontamente sia le prede che gli eventuali predatori nei paraggi.

Gli artami cenerini sono uccelli moderatamente sociali, che tendono a vivere in piccoli gruppi composti al massimo da una decina d'individui, i quali sono molto uniti fra loro e passano molto tempo a tenersi in contatto mediante richiami aspri ed acuti ed a tolettarsi fra loro. Sebbene non sia un fine cantore come altri membri della propria famiglia, l'artamo cenerino è in grado di imitare il canto di altri uccelli e di incorporarlo nel proprio.

### Alimentazione
La dieta di questi uccelli è in massima parte insettivora, componendosi di piccoli insetti alati che vengono catturati in volo: essi trascorrono molto tempo in osservazione planando o sostando su rami in evidenza, per poi catturare le prede scendendo in picchiata su di esse. L'artamo cenerino è una delle poche specie a predare le farfalle della famiglia Danaiidae, leggermente tossiche e pertanto generalmente evitate dai predatori: grazie alla loro lingua setolosa, inoltre, questi uccelli possono suggere di tanto in tanto il nettare dei fiori, privilegiando generalmente quello degli alberi di Erythrina.

### Riproduzione

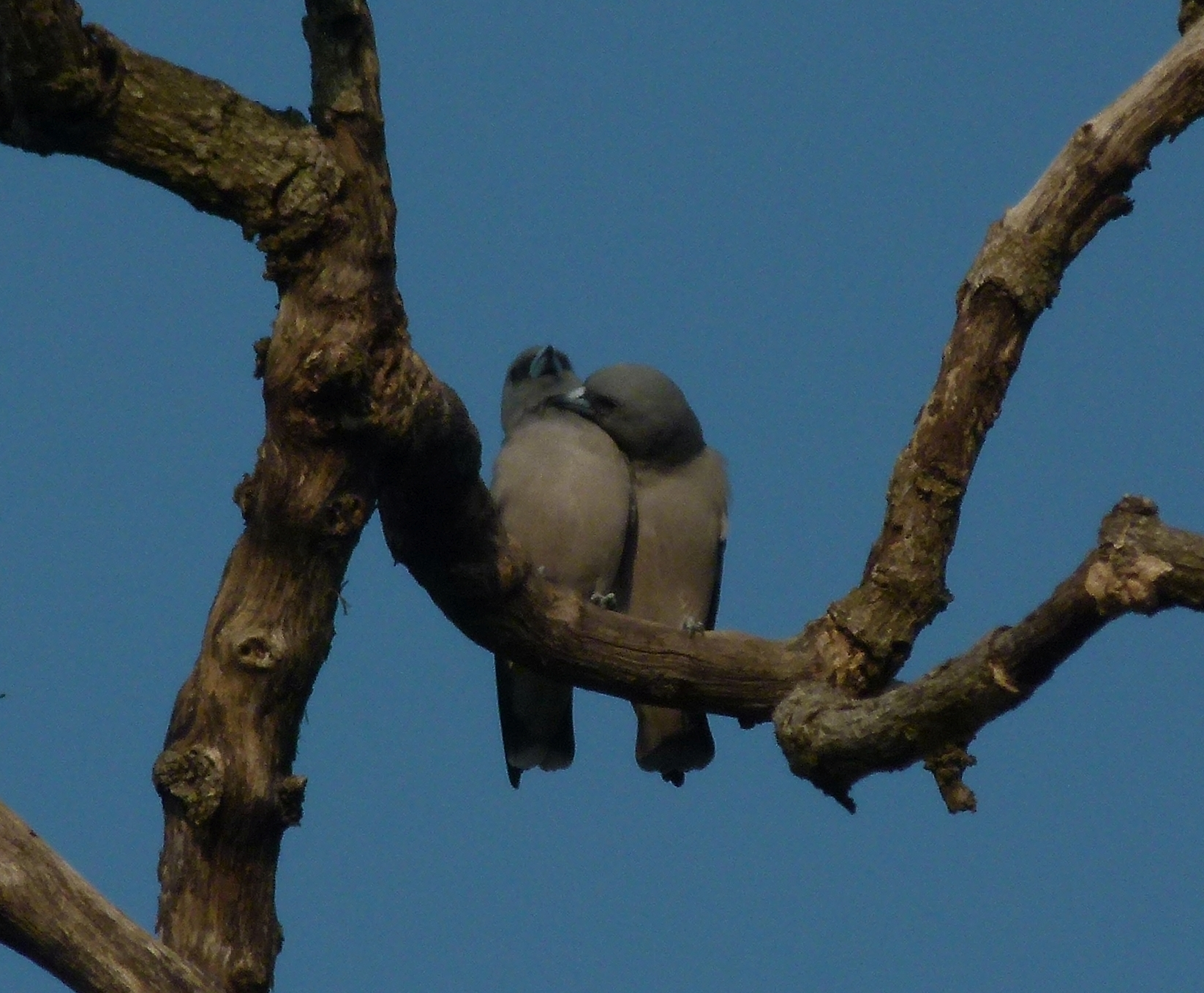
Coppia effettua il grooming nel Tamil Nadu.

Il periodo riproduttivo di questi uccelli si estende da febbraio a luglio: si tratta di uccelli monogami, nei quali i due partner collaborano fra loro durante tutta la durata dell'evento riproduttivo, alternandosi nella costruzione del nido, nella cova e nell'allevamento della prole, oltre a divenire piuttosto territoriali, scacciando coraggiosamente qualsiasi intruso (conspecifici, corvi o rapaci) in avvicinamento.
Il nido consiste in una coppa di fibre vegetali intrecciate grossolanamente: esso viene posizionato su di un albero poco frondoso, una palma o una struttura artificiale, come un lampione o un palo della luce. Al suo interno la femmina depone 2-3 uova color verde acqua con pezzature brune, che ambedue i sessi covano alternatamente per circa due settimane e mezzo, al termine delle quali schiudono piccoli ciechi ed implumi: essi vengono allevati ed accuditi da ambo i partner per circa tre settimane, quando sono pronti per l'involo, anche se vengono imbeccati ancora per qualche settimana (pur passando la maggior parte del proprio tempo fuori dal nido) prima di allontanarsi dai genitori in maniera definitiva.

## Distribuzione e habitat

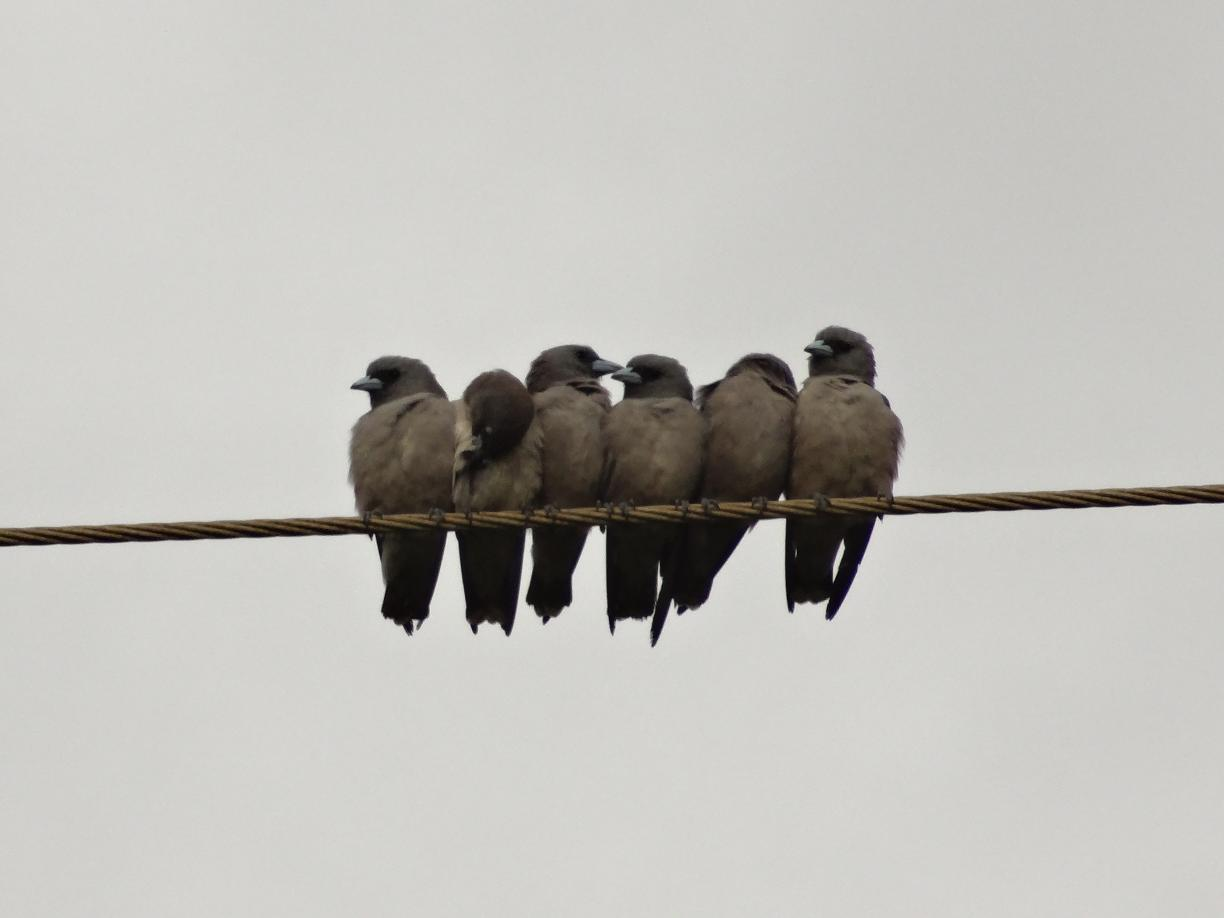
Gruppo nel Kerala.

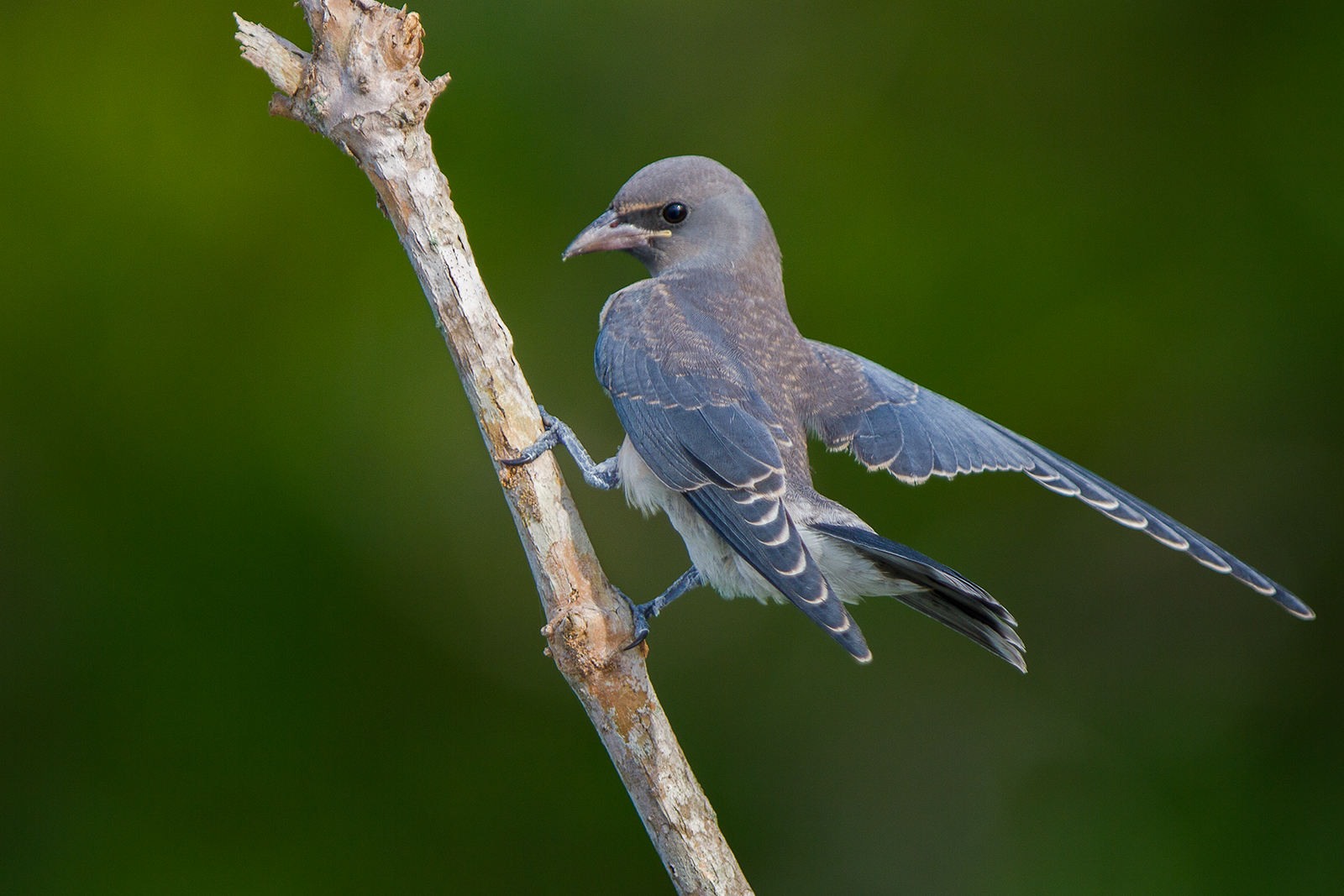
Esemplare nel Bengala Occidentale.

L'artamo cenerino è diffuso in gran parte del Sud-est asiatico, occupando un areale che va dalla Cina meridionale (inclusa l'isola di Hainan) alle pendici meridionali dell'Himalaya, comprendendo tutto il subcontinente indiano (compresa Ceylon e con avvistamenti isolati alle Maldive, mentre la specie manca dalle regioni aride occidentali), la Birmania e l'Indocina, a sud fino all'istmo di Kra. Questa specie è solita effettuare migrazioni stagionali, verosimilmente seguendo il regime delle piogge.
L'habitat di questi uccelli è rappresentato dalle aree boscose e di foresta umida con presenza di radure o intervallate da zone aperte erbose, fino a 2100 m di quota: essi mostrano una predilezione per i palmizi ed hanno dimostrato di tollerare piuttosto bene la presenza dell'uomo, colonizzando le aree urbane non troppo densamente popolate e le coltivazioni.